# Christine Collins
Christine Ida Collins (14 de dezembro de 1888 - 8 de dezembro de 1964) foi uma mulher americana que fez manchetes nacionais durante o final dos anos 1920 e 1930, depois de seu filho de 9 anos, Walter Collins, desaparecer em 1928 em Los Angeles.

## Biografia
Filha de Clara e Francis Dunne, ela nasceu como Christine Ida Dunne no dia 14 de dezembro de 1888, em Los Angeles. Sua família vivia em constantes viagens entre a Califórnia e o Havaí até que finalmente se estebelesse em Seattle. No entanto, quando adulta, ela resolveu voltar para sua cidade-natal, onde começou trabalhar como gerente de uma companhia telefônica local e onde conheceu seu marido, um criminoso que já havia sido preso por estelionato e roubo e que usava o nome Walter Joseph Anson, apesar de seu nome de batismo ser Walter J. Collins. O casal teve o único filho, Walter Collins, em setembro de 1918 e em 1923, Walter (pai) acabou sendo preso por assalto à mão armada, morrendo anos depois na Prisão Estadual de Folsom.
Após a prisão do marido, a vida de Christine mudou para sempre, já que ela sozinha teve que assumir todas as responsabilidades de manter e cuidar do filho.

## O Caso Walter Collins
Walter Collins desapareceu na tarde do dia 10 de março de 1928, aos nove anos de idade. Christine havia lhe dado dinheiro para ir ao cinema e quando o filho não voltou para casa, começou a procurá-lo pela vizinhança. Ela procurou durante cinco dias, antes de comunicar a polícia local, após o que o desaparecimento ganhou grande repercussão, com os jornais estampando uma imagem do menino e reportando o caso.
Mesmo com toda divulgação, depois de cinco meses não havia qualquer pista que levasse a seu paradeiro, até aparecer em Illinois um menino que dizia ser a criança desaparecida. Recebendo críticas por não terem conseguido resolver o caso antes, a polícia local, liderada pelo capitão J.J. Jones, promoveu um grande encontro entre mãe e filho, mas dias depois Christine procurou as autoridades para relatar que aquele não era seu filho. Exames de arcadas dentárias foram feitas e a fraude foi descoberta, no entanto a polícia de Los Angeles enviou Christine para uma ala psiquiátrica do Hospital Geral do Condado de Los Angeles, por ela alegar que aquele não era seu filho.
O impostor acabou confessando posteriormente que não era mesmo Walter Collins, mas sim, Arthur Hutchins, e que apenas havia inventado a história para poder viajar até Los Angeles, conhecer seu ator favorito Tom Mix e eventualmente tentar carreira no cinema.
O corpo de Walter jamais foi encontrado e sua história foi contada no filme A Troca, estrelado por Angelina Jolie, John Malkovich e Michael Kelly e dirigido por Clint Eastwood.
A morte de Walter foi depois assumida por Sarah Northcott., mãe do sequestrador, estuprador, pedófilo e assassino em série canadense Gordon Stewart Northcott. No entanto, nunca houve provas que a ligassem de fato ao crime. Sarah foi sentenciada a prisão perpétua pela morte de Collins, mas acabou solta após cumprir 12 anos de pena.

### Corrupção policial
O tratamento dado à Christine revelou a grande corrupção existente dentro do Departamento de Polícia de Los Angeles, com o capitão J.J usando o "Código 12", que era largamente utilizado pela polícia para internar pessoas consideradas difíceis ou inconvenientes, mesmo sem julgamento prévio num tribunal.

O capitão Jones foi obrigado a pagar uma indenização à Christine por sua internação, mas nunca chegou a fazê-lo.